# Everardo Rubio
Jesús Everardo „Ever” Rubio Quintero (ur. 24 grudnia 1996 w Culiacán) – meksykański piłkarz występujący na pozycji środkowego obrońcy, od 2023 roku zawodnik kostarykańskiego Herediano.